# Jan van Oort
Jan van Oort (? - 1699) foi um mestre azulejador neerlandês, com oficina em Amesterdão. Criou alguns dos paineis de azulejos neerlandeses mais famosos em Portugal. Podemos encontrar obras suas no Convento dos Cardaes e no Museu Nacional do Azulejo.